# Sabir Al Mawadim (huyện)
Huyện Sabir Al Mawadim là một huyện thuộc tỉnh Ta`izz, Yemen. Đến thời điểm năm 2003, huyện này có dân số 100254 người